# Liste der Kinos in Berlin-Kladow
Die Liste der Kinos in Berlin-Kladow beschreibt das Kino, das im heutigen Berliner Ortsteil Kladow existiert hat. Die Liste wurde nach Angaben aus den Recherchen im Kino-Wiki aufgebaut und mit Zusammenhängen der Berliner Kinogeschichte aus weiteren historischen und aktuellen Bezügen verknüpft. Sie spiegelt den Stand der in Berlin jemals vorhanden gewesenen Filmvorführeinrichtungen als auch die Situation im Januar 2020 wider. Danach gibt es in Berlin 92 Spielstätten, was Platz eins in Deutschland bedeutet, gefolgt von München (38), Hamburg (28), Dresden (18) sowie Köln und Stuttgart (je 17). 
Gleichzeitig ist diese Zusammenstellung ein Teil der Listen aller Berliner Kinos und der Ortsteillisten.
| Name/Lage                                          | Adresse           | Bestand   | Beschreibung | Bild                       |
| -------------------------------------------------- | ----------------- | --------- | --- | -------------------------- |
| Astra-Cinema Gatow Märkische Tonlichtspiele (Lage) | Kladower Damm 182 | 1935–1994 | Unter Kladower Damm 182 ist die General-Steinhoff-Kaserne adressiert, Durch die Umbenennungen der Kasernenstraßen im Rahmen der Zivilisierung und der Bildung der Landstadt Gatow steht das (Stabs-)Gebäude am Hans-Grade-Ring. Das „Astra-Cinema“ war auf dem Flugplatz Gatow das Truppenkino der britischen Streitkräfte in Berlin. Der Kinosaal lag im Stabsgebäude auf dem Flugplatz Gatow nahe der Stabsleitung. Das Kino verfügte über 304 Sitzplätze und wurde zum 30. August 1994 als letztes britisches Kino Berlins geschlossen. Das Stabsgebäude wurde anschließend von der Luftwaffe der Bundeswehr übernommen und in der General-Steinhoff-Kaserne weitergenutzt. 1935 fand die Einweihung des Militärflugplatzes Gatow statt. Es ist anzunehmen, dass kurz danach die „Märkischen Tonlichtspiele“ eröffnet wurden. Zu dieser Zeit gab es im Brandenburger Raum mehrere Filmtheater, die diesen Namen trugen. Betrieben wurden sie alle als Kinos für Soldaten an ihren Standorten. Im Kinoadressbuch ist für 1938 „Märkische Tonlichtspiele“ in Berlin-Gatow genannt. Das Kino wurde an drei Tagen in der Woche bespielt und hatte eine Kapazität von 200 Plätzen. Es wurde für das Soldatenheim Döberitz bespielt. 1940 ist hier der Mitspielort des Truppenkinos Dallgow-Döberitz genannt. Im Mai 1945 besetzte die Rote Armee im Zuge der Eroberung Berlins den Flugplatz und übergab ihn am 2. Juli 1945 der britischen Royal Air Force. Fortan war er Flugplatz des britischen Sektors in der Viersektorenstadt Berlin. Die Gesamtanlage des Flugplatzes (einschließlich des vormaligen Kinosaals im Stabsgebäude) ist in die Berliner Denkmalliste aufgenommen. | Haupteinfahrt, August 1983 |